# Charles Couperin

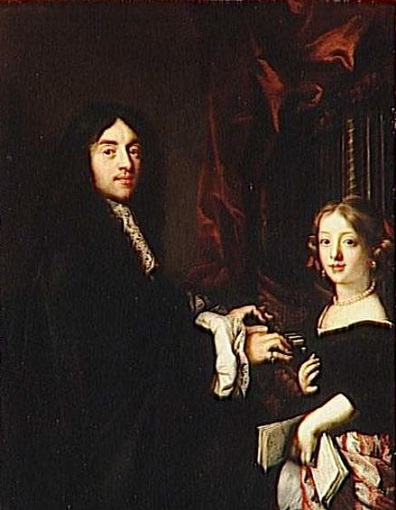
Charles Couperin

Charles Couperin (Chaumes-en-Brie, 9 april 1638 (doop) – Parijs, tussen 15 januari 1678 en 26 februari 1679) was een Franse organist, lid van de componistenfamilie Couperin en broer van Louis Couperin. Op 10-jarige leeftijd speelde hij met zijn broer voor Jacques Champion de Chambonnières. Misschien is hij degene die 'Couperin-le-jeune' werd genoemd en die deelnam aan het Ballet de la Raillerie in  1659.
Met Kerst 1661 kreeg hij een contract van dertien jaar voor de opvolging van zijn broer in de Saint-Servais. In 1673 nam hij de titel Sieur de Crouilly aan.
Een document gedateerd 15 januari 1679 (ter gelegenheid van een peetvaderschap) noemt hem organist van de Saint-Gervais en Officier de la duchesse d'Orléans.
Op 26 februari 1679 reserveerden de autoriteiten zijn post voor zijn zoon, François en contracteerden zij Michel-Richard de Lalande voor de interimperiode tot hij 18 jaar oud is geworden. Er is geen enkel werk van hem overgeleverd.